# Els Guiamets
Els Guiamets là một đô thị thuộc tỉnh Tarragona trong cộng đồng tự trị Catalonia, phía bắc Tây Ban Nha. Đô thị này có diện tích là 12,1 ki-lô-mét vuông, dân số năm 2009 là 330 người với mật độ 27,27 người/km². Đô thị này có cự ly km so với Tarragona.